# 二階堂行詮
二階堂 行詮（にかいどう ゆきあきら）は、室町時代後期から戦国時代にかけての武将。須賀川二階堂氏3代当主。

## 略歴
二階堂行光の嫡男として誕生。
文明16年（1484年）8月に蘆名盛高が岩瀬郡に攻め寄せた際に長沼で迎え撃った。一度は撃退に成功したが、翌月に再び来襲し、多数の将兵を討ち取られ敗北、長沼地方を蘆名氏に攻め取られている。
没年は明応6年（1497年）とも明応9年（1500年）とも言われている。
行詮の跡は嫡男・行景が継いだが、永正元年（1504年）に没したため行景の弟・晴行が当主となった。